# Leptepania
Leptepania is een kevergeslacht uit de familie van de boktorren (Cerambycidae). De wetenschappelijke naam van het geslacht werd voor het eerst geldig gepubliceerd in 1924 door Heller.

## Soorten
Leptepania omvat de volgende soorten:
- Leptepania chaiglomi Hayashi, 1974
- Leptepania filiformis (Motschulsky, 1858)
- Leptepania indica Gardner, 1936
- Leptepania insularis (White, 1855)
- Leptepania japonica (Hayashi, 1949)
- Leptepania lantauensis Hayashi, 1982
- Leptepania longicollis (Heller, 1915)
- Leptepania malayana Hayashi, 1979
- Leptepania minuta Gressitt, 1935
- Leptepania okunevi (Shabliovsky, 1936)
- Leptepania ryukyuana Hayashi, 1963
- Leptepania sakaii Hayashi, 1974
- Leptepania schuhi Holzschuh, 1995
- Leptepania sida (Newman, 1840)
- Leptepania sulcicollis Gressitt, 1951